# Pré-Alpes orientais da Baixa Áustria
Os Pré-Alpes orientais da Baixa Áustria - Östliche Niederösterreichische Voralpen em alemão - é um maciço montanhoso que se encontra no lander da Baixa Áustria na Áustria. O ponto mais alto é o  Reisalpe' com 1.399 m.

## SOIUSA
A Subdivisão Orográfica Internacional Unificada do Sistema Alpino (SOIUSA) dividiu os Alpes em duas grandes Partes: Alpes Ocidentais e Alpes Orientais, separados pela linha formada pelo  Rio Reno - Passo de Spluga - Lago de Como - Lago de Lecco.
Os Alpes da Baixa Áustria são formados pelos Alpes de Turnitz, pelos Alpes de Ybbstal, e os Pré-Alpes orientais da Baixa Áustria.

### Classificação  SOIUSA
Segundo a SOIUSA este acidente geográfico é uma Sub-secção alpina com as seguintes características:
- Parte = Alpes Orientais
- Grande sector alpino = Alpes Orientais-Norte
- Secção alpina = Alpes da Baixa Áustria
- Sub-secção alpina =  Pré-Alpes orientais da Baixa Áustria
- Código = II/B-27.III